# Peter F. Hamilton
Peter F. Hamilton (Rutland, 1960. március 2. –) brit science fiction-író.

## Élete
Az angliai Rutlandben született, 1987-ben kezdett írni, rövidebb művei azóta többek között a Fear és az Interzone magazinokban, valamint az In Dreams és a New Worlds című antológiákban jelentek meg. Első regényét, a Mindstar Rising címűt 1993-ban publikálta. Azóta összesen 12 regénye, egy ifjúsági regénye, egy novelláskötete és egy Kézikönyv a Confederation Universe-höz jelent meg. Hírnevét főleg grandiózus űroperáival (The Night’s Dawn Trilogy, The Commonwealth Saga, The Void Trilogy, Fallen Dragon) alapozta meg. Első tíz regénye több mint 2 millió példányban kelt el, így ő minden idők legolvasottabb brit sci-fi-szerzője.
Peter F. Hamilton ma is Rutlandben él feleségével, fiával és lányával.
Magyarul A földre hullt sárkány (Fallen Dragon) című regénye jelent meg két kötetben, 2008-ban illetve 2009-ben.

## Művei

### Greg Mandel-trilógia
1. Mindstar Rising (1993)
2. A Quantum Murder (1994)
3. The Nano Flower (1995)

### Confederation Universe

#### The Night's Dawn-trilógia
1. The Reality Disfunction (1996)
2. The Neutronium Alchemist (1997)
3. The Naked God (1999)

#### Ugyanebben az univerzumban
- A Second Chance at Eden (novellák) (1998)
- The Confederation Handbook (2000)

### Commonwealth Universe
- Misspent Youth (2002) (Eltékozolt ifjúság) (2017)

#### The Commonwealth Saga
1. Pandora's Star (2004) (Pandóra csillaga) (2014)
2. Judas Unchained (2005) (Júdás elszabadul) (2016)

#### The Void-trilógia
1. The Dreaming Void (2007) (Álmodó üresség) (2019)
2. The Temporal Void (2008) (Mulandó üresség) (2019)
3. The Evolutionary Void (2010)

### Egyéb
- Fallen Dragon (A földre hullt sárkány) (2001)

### Kisregények
- The Suspect Genome (1993)
- Lighstorm (1998)
- Watching Trees Grow (2000)

### Novellák
- Bodywork (1990)
- Deathday (1991)
- Sonnie's Edge (1991)
- The Seer of Souls (1991)
- Major's Children (1991)
- Falling Stones (1992)
- De-De and the Beanstalk (1992)
- Double Year Lost (1992)
- Candy Buds (1992)
- White Loci Peak (1993)
- Spare Capacity (1993)
- Adam's Gene (1993)
- Eat Reecebread (1994)
- Starlight Dreamer (1994)
- Softlight Sins (1996)
- The White Stuff (1997)
- Escape Route (1997)
- Footvote (2004)
- The Forever Kitten (2005)
- Blessed by an Angel (2007)
- If at First… (2007)
- The Demon Trap (2008)

## Magyarul
- A földre hullt sárkány, 1-2.; ford. Hoppán Eszter; Tuan, Bp., 2008–2009
- Pandóra csillaga, 1-2.; Delta Vision, Bp., 2014
- Júdás elszabadul, 1-2.; Delta Vision, Bp., 2016
- Álmodó üresség. Üresség-trilógia 1.; ford. Varga Csaba Béla; Delta Vision, Bp., 2019
- Mulandó Üresség. Üresség-trilógia 2.; ford. Varga Csaba Béla; Delta Vision, Bp., 2019
- Fejlődő Üresség. Üresség-trilógia 3.; ford. Varga Csaba Béla; Delta Vision, Bp., 2021